# Turismo no Paraguai
Muitos turistas elegem o Paraguai, um singular destino turístico que atrai pelas abundantes e muito variadas belezas naturais do país, os costumes e as gastronomias típicas.

## Destinos principais

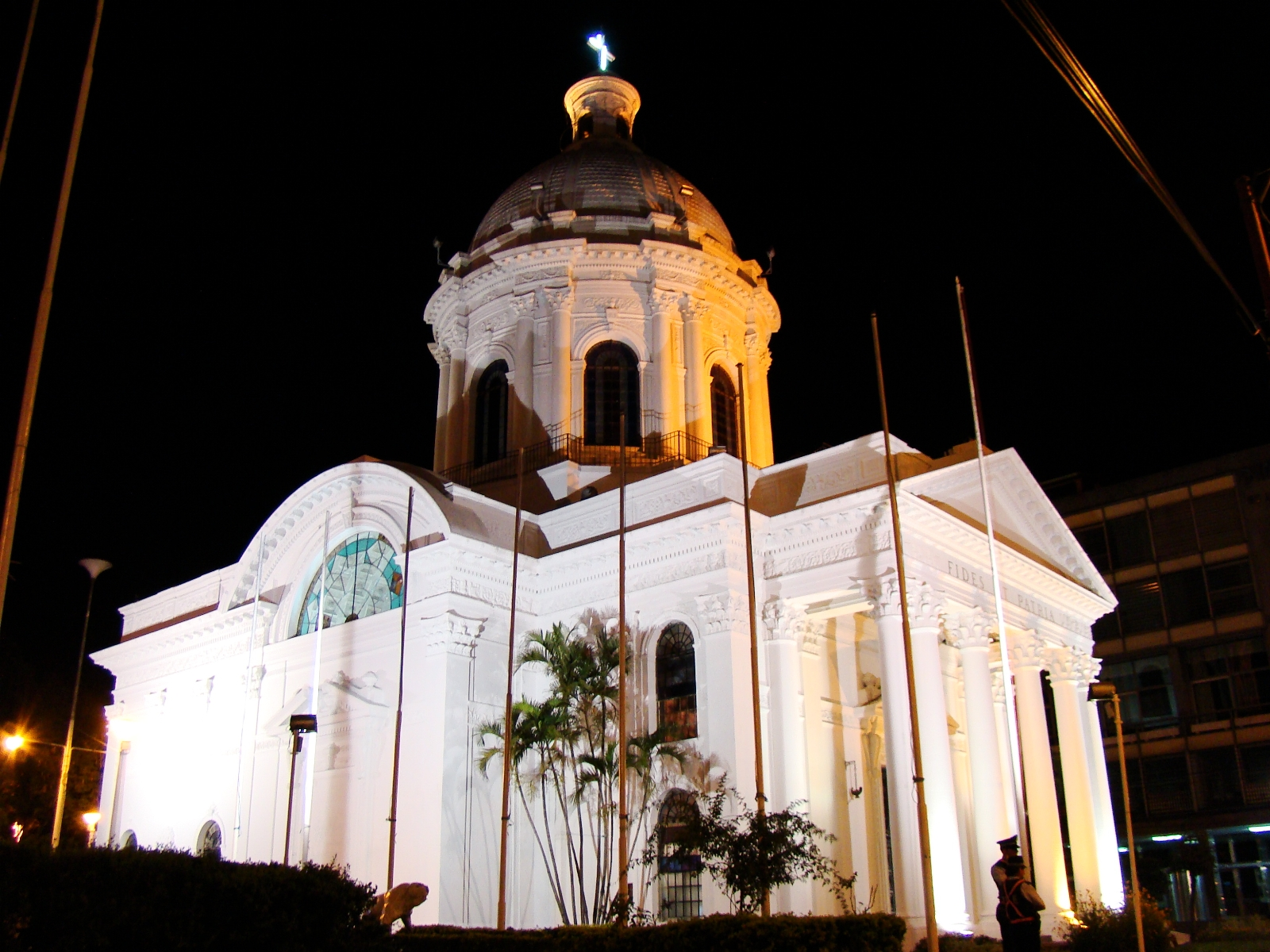
Pantão dos Hérois, vista noturna

- Assunção : Assunção é um município autônomo, isto quer dizer que não está adstrita a nenhum departamento é a capital do país além da sede dos tres poderes do Estado, o principal porto fluvial e o centro cultural do país.

A cidade é sede do Museu Godoi, a Igreja da Encarnação, e o Panteão Nacional dos Heróis, uma pequena versão de Les Invalides em Paris, onde muitos dos heróis nacionais estão enterrados. Outros monumentos são o "Palacio de los López" (Palácio Presidencial), o antigo edifício do Senado (um edifício moderno se abriu para acolher ao Congresso em 2003), a Catedral Metropolitana de Assunção e a Casa de Independência (um dos poucos exemplos de arquitetura colonial que ainda se mantém em pé na cidade), apenas tem restos dos edifícios principais realizados nos períodos de Rodríguez de Francia e os de López (entre outros monumentos, o Teatro a Ópera realizado em tempos de Francisco Solano López foi saqueado, incendiado e quase totalmente demolido pelos brasileiros em 1871).

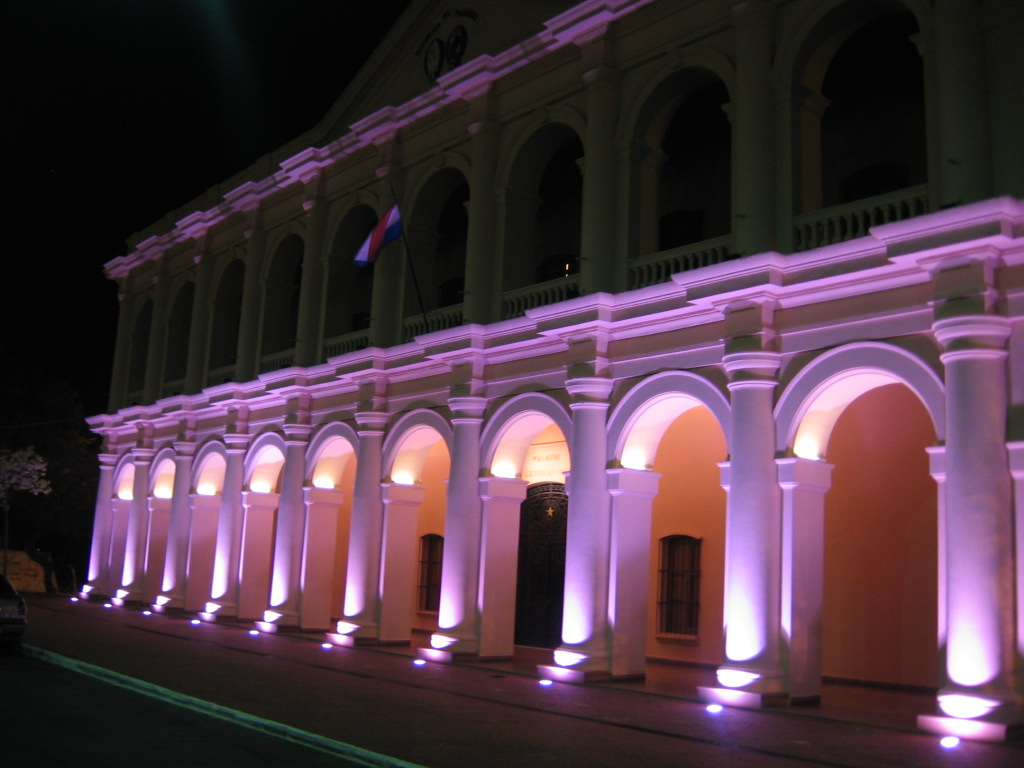
Cabildo de Assunção, ex-Parlamento, atual Centro Cultural da República

- Luque : A cidade de Luque se encontra assentada sobre uma planície que se estende desde o lago de Ypacaraí até a margem ocidental do Rio Paraguai.

As casas e edifícios têm muitas características de arquitetura colonial e neoclássica. São aproximadamente do século XVII em sua maior parte. Algumas são neoclássicas, outras coloniais e, ainda variam na fachada, a tipologia segue sendo linear. Quase todas estas casas conservam uma altura determinada, pelo tanto há homogeneidade em quanto a tipos e altura se refere. Todas se constroem normalmente sobre a linha municipal. As telhas e a alvenaria de ladrilho são os materiais mais utilizados. As cores são comum pasteis.
As construções modernas são poucas. Inclusive há construções do presente construídas com estilos neoclássicos e barrocos.
A maioria destas respeita a altura original dos edifícios existentes. Muitos lugares utilizam o azul e amarelo característicos de Luque. A maioria dos espaços são introvertidos.
- Ciudad del Este : Na zona existem numerosos atrativos turísticos de diversa índole: 
  - A 20 km ao norte, em Hernandarias, se encontra a represa de Itaipu, a maior central hidroelétrica do mundo;
  - A 8 km ao sul, se encontram os saltos do Rio Monday, queda de água do rio de mesmo nome;
  - A 26 km ao sul se encontra o Museu Moisés Bertoni, uma área protegida onde está a casa na que o sábio realizava suas investigações e publicações.
  - A 20 km ao leste, na fronteira entre Argentina e Brasil, se encontram as majestosas Cataratas do Iguaçu.

O parque de Acaray sobre o Rio Acaray oferece hospedagem e zonas de veraneo para os turistas.
O lago da República que se encontra no centro da ciudad es un espaço de recreação e está rodeado por uma charmosa vegetação. Este lago aproveita as águas do Rio Amambay, e a seus arredores se praticam esportes, caminhadas.
A Catedral de San Blas semelha a forma de um barco, construída em 1964 com esculturas de pedra, é de estilo europeu.
O Museu “El Mensú” localizada no prédio da Municipalidade, é a que foi a primeira casa da cidade, nela se guardam objetos da época da fundação de Ciudad del Este, assim como objetos indígenas da região.

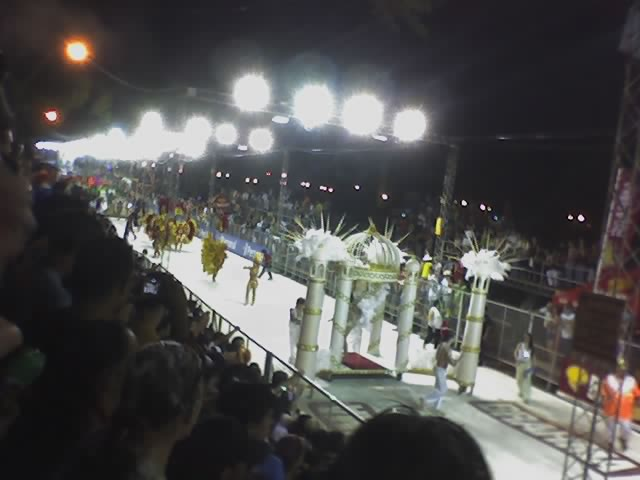
Carnaval em Encarnación

- Encarnación : Localizada ao sul do país, no Departamento de Itapúa. Encarnación possui uma das mais completas infra-estruturas turísticas com hotéis e restaurantes de até 4 e 5 estrelas.

Suas principais atrações turísticas se encontram no micro centro da cidade arredor da Praça de Armas que possui monumentos e estatuas a personagens históricos nacionais e internacionais, assim como a Praça do Soldado Paraguaio, localizado atrás da Sede do Governo, e a Ex-Diben. A conhecida "Zona Alta" possui quase todo o que uma pessoa em turismo de compra necessita. O Santuário da Virgem de Itacua também é destino de muitos turistas pela devoção a Virgem o simplemente por suas paisagens. Mas a maior parte do contingente de turistas que recebe Encarnación a visitam no tempestuoso mês Fevereiro para participar do Famoso Carnaval encarnaceno, considerado o mais colorido, organizado e importante do país, colocando sobre nome da cidade como Capital do Carnaval Paraguaio. Também se utiliza a cidade como ponto de partida para ir as Ruinas Jesuítas de Jesus e Trinidade ou a cidade de Posadas.
- Ruínas Jesuítas de Jesus e Trindade : Localizadas no Departamento de Itapúa, no Paraguay, são reduções que ainda se conservam, de entre numerosos povos fundados por jesuítas no marco de sua área colonizadora na América do Sul no século XVII.

Estas fundações religiosas, entre tantas outras, foram criadas no ano 1609 e foram desenvolvendo-se durante mais de 150 anos.
Ambas reduções foram declaradas Patrimônio da Humanidade pela Unesco no ano 1993.
As Reduções Jesuíticas do Paraguai, são consideradas uma das mais impressionantes criações da tarefa evangelizadora realizada pelos Jesuítas. Elas são um testemunham da riqueza da historia do Paraguai.
- Saltos del Monday : Os Saltos, de mais de 40 metros de altura, se compõem de três caudalosas quedas principais com outras menores complementes que se precipitam próximas a desembocadura do Rio Monday, um dos principais afluentes da margem direita do Rio Paraná.

É um belo espetáculo que com suas espumas amarelas e brancas e o vapor provocado pelo impacto de águas com as rochas e arbustos que rodeiam a imensa depressão do Rio Monday, podem ser vistas desde um sistema de mirantes e passarelas, em um belo e bem cuidado parque natural. O parque é utilizado por turistas da região para piquenique, passeios e acampamentos, trilhas em média da vegetação levam aos visitantes até mirantes e passarelas de onde é possível contemplar a depressão de 40 metros do río.
A quem gosta a aventura, os paredões rochosos favorecem a prática de rapel e alpinismo ao lado do turbilhão de águas, caminhadas por trilhas que cortam o parque e chegam até as margens do rio. A atração está dentro do Parque Municipal Saltos do Rio Monday, que oferece espaço para camping e comidas.

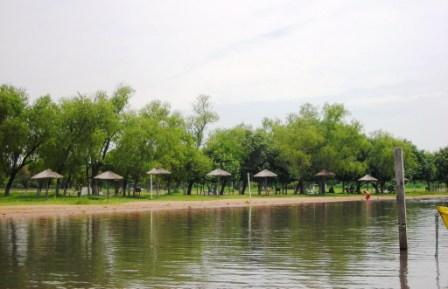
Vista do Lago Ypacaraí

- Lago Ypacaraí : Como o lago possui águas pouco profundas, é apto para a navegação de pequenas embarcações.

O lago se encontra rodeado de cidades preparadas para visitantes com praias abertas ao público, muito concorridas no Verão, especialmente na cidade de San Bernardino que se encontra a 48 km de Assunção. Areguá, por outra parte, se localiza a 31 km da capital. Entretanto, Ypacaraí está distante a 34 km de Assunção.
- Reserva do Mbaracayú : Para os visitantes esta destinado as trilhas principais, picadas, acidentes naturais, caída de água e o observar uma grande família de aves.

Conta com uma área de camping dotado de energia elétrica, água potável. Uma das zonas de maior atrativo está no coração do bosque, o lugar denominado “Lagunita”, se ascende ao ver mediante um mirante de 12m de altura.
- Laguna Blanca (Paraguai) : As atividades para os grupos de pessoas que realizam campings ou que tem nos alojamentos, são variadas, e incluem caminhadas, vôlei e futebol de praia, passeios a cavalo, passeios em botes e kayaks, mergulho de superfície e mergulho de profundidade, natação, pesca, observação de vida silvestre, safári fotográfico, esportes aquáticos, passeios nas dunas.

Apenas estão permitidas atividades que no iram com a interação com este meio natural. As atividades que necessitam de guias específicos devem ser agendadas com antecipação.

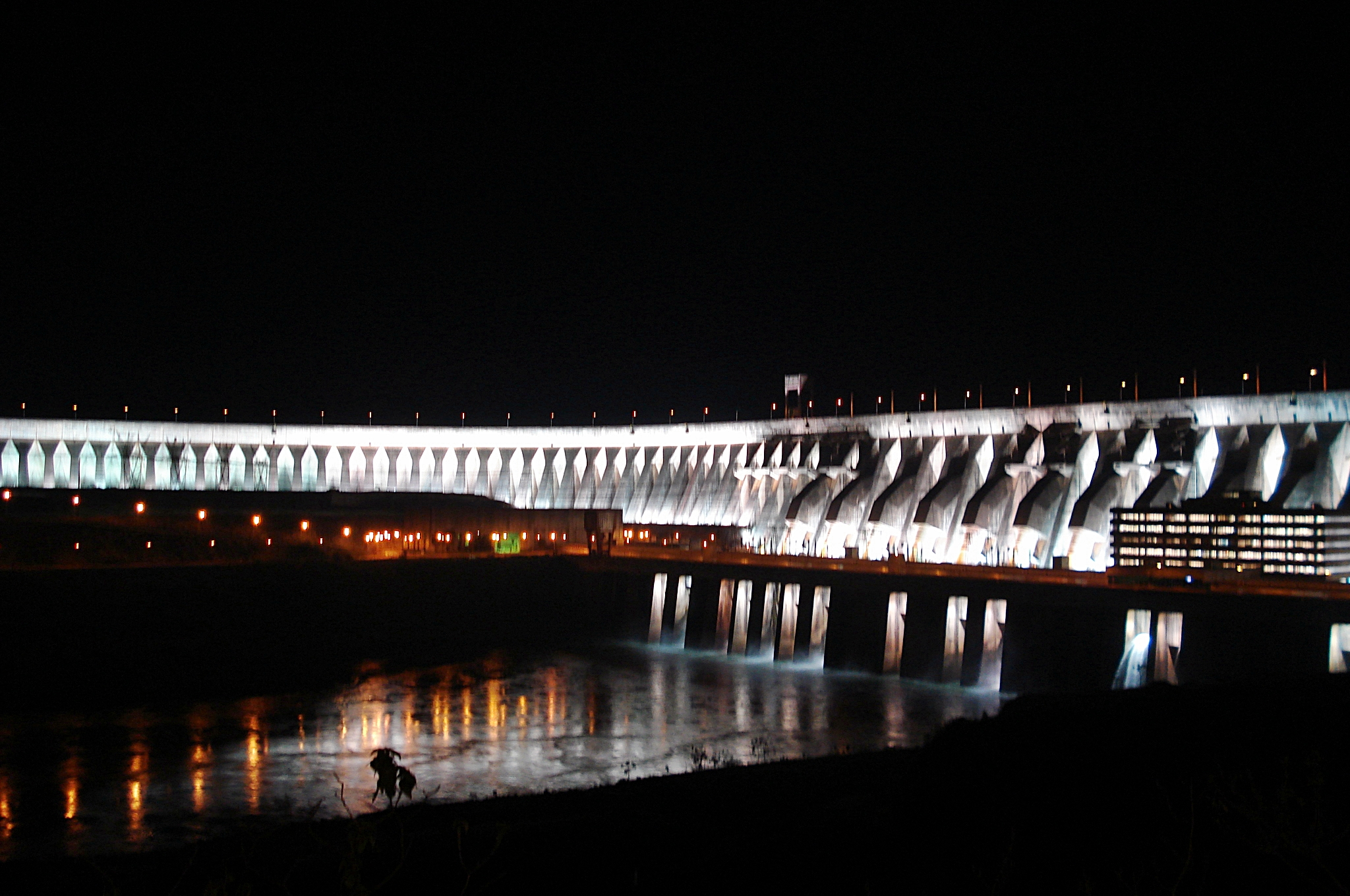
Itaipu de noite

- Represa de Itaipu : A Usina Hidrelétrica de Itaipu forma parte da lista das sete maravilhas do mundo moderno, elaborada em 1995 pela revista Popular Mechanics, de Estados Unidos. Esta lista foi feita a base de uma investigação realizada pela American Society of Civil Engineers (ASCE) entre engenheiros dos mais diversos países.

- Represa de Yacyretá : A zona conta com abundante fauna ictícola e existem áreas destinadas para a pesca. Com o ânimo de manter e proteger aos peixes nativos a pesca se encontra regulada, requerendo-se um canete de pesca que pode obter-se nas Lojas de Pesca regionais.

O Museu Regional Yacyreta se encontra na cidade de Ayolas. Nele se encontram expostos peças arqueológicas, minerais e exemplares da fauna nativa.
O Refugio Faunístico de Atinguy está localizado a 18 quilômetros de Ayolas; seu território abriga 100 hectares, onde podem observar-se variadas espécies de fauna e flora da região. O refugio provê de condições ótimas para que os animais vivam naturalmente. A Reserva Natural esta localizada em um extremo da ilha. Esta aberto um Centro de visitantes e uma trilha chamado "Acuti po’i" de 2500 m no que se pode realizar caminhadas guiadas. Existem diferentes opções de alojamento na zona, como o Hotel Nacional de Turismo e o Yacyreta Apart Hotel. A Secretaria Nacional de Turismo provê informação e detalhes a respeito.
- Refugio Tatí Yupí : O refugio biológico Tati Yupi, de localização privilegiada por constituir em uma área protegida próxima ao conglomerado Hernandarias – Ciudad del Este – Cidade Presidente Franco, é por esse motivo um lugar de passeio e excursões muito freqüentado. No refugio se levam a cabo atividades educativas recreativas, oferecendo-se oportunidades para a educação ambiental a distintos níveis. Três trilhas interpretativos: Kañimby, escada Ka'i e Palmital permitem o conhecimento da flora e a fauna do lugar.

O cenário paisagístico de grande beleza possibilita a observação das obras de Itaipu desde um ângulo pouco conhecido, pois se observa a represa desde águas acima.
Outra atividade de relevante importância é a recuperação da flora, que é realizada através de programas de recuperação florestal e enriquecimento de bosques.
Em forma permanente, se realizam tarefas de investigação científica, referentes especialmente a fauna e flora autônomas e as inter-relações entre todos os componentes bióticos e abióticos da área.
Entre os serviços brindados ao público se citam: guia, palestras sobre educação ambiental, safári fotográfico, área de recreação e alojamento com as comodidades para uma estadia no lugar, sem custo para os visitantes.